# Foulden
Foulden – wieś w Anglii, w hrabstwie Norfolk, w dystrykcie Breckland. Leży 48 km na zachód od Norwich i 127 km na północny wschód od Londynu.
Miejscowość liczy 444 mieszkańców.